# Місцеві вибори у Закарпатській області 2020
Місцеві вибори у Закарпатській області 2020 — це вибори депутатів Закарпатської обласної ради, районних рад, Ужгородської міської ради та вибори міського голови Ужгорода, що відбулися 25 жовтня 2020 року в рамках проведення місцевих виборів у всій країні.

## Вибори мера

### Ужгород
I тур
| Кандидат                          | %       | Голосів |
| --------------------------------- | ------- | ------- |
| 1. Богдан Андріїв                 | 25,41 % | 9 185   |
| 2. Віктор Щадей («Слуга народу»)  | 17,93 % | 6 485   |
| 3. Сергій Ратушняк                | 14,68 % | 5 309   |
| 4. Павло Чучка («Голос»)          | 6,25 %  | 2 261   |
| 5. Олександр Білак («Рідний Дім») | 4,91 %  | 1 778   |

II тур
В другому турі виборів мером переобрали чинного міського голосу Богдана Андріїва.
| Кандидат                         | %       | Голосів |
| -------------------------------- | ------- | ------- |
| 1. Богдан Андріїв                | 51,01 % | 12 869  |
| 2. Віктор Щадей («Слуга народу») | 45,40 % | 11 452  |

### Мукачево
I тур
| Кандидат                                   | %       | Голосів |
| ------------------------------------------ | ------- | ------- |
| 1. Андрій Балога («Команда Андрія Балоги») | 66,88 % | 22 244  |
| 2. Ілля Токар («Слуга народу»)             | 13,53 % | 4 501   |
| 3. Андрій Лукач («Рідне Закарпаття»)       | 6,32 %  | 2 105   |
| 4. В'ячеслав Шутко («ОПЗЖ»)                | 4,52 %  | 1 504   |

### Хуст
I тур
| Кандидат                          | %       | Голосів |
| --------------------------------- | ------- | ------- |
| 1. Володимир Кащук                | 35,29 % | 8 496   |
| 2. Василь Губаль («Слуга народу») | 34,36 % | 8 272   |
| 3. Василь Якубець («За майбутнє») | 13,94 % | 3 357   |

## Вибори до обласної ради
| Місце | Партія                          | % голосів | Кількість голосів | Усього місць |
| ----- | ------------------------------- | --------- | ----------------- | ------------ |
| 1     | Рідне Закарпаття                | 17,78 %   | 59 845            | 12 / 64      |
| 2     | Слуга народу                    | 17,47 %   | 58 783            | 11 / 64      |
| 3     | ВО «Батьківщина»                | 12,61 %   | 42 432            | 8 / 64       |
| 4     | «КМКС» Партія угорців України   | 11,60 %   | 39 049            | 8 / 64       |
| 5     | Команда Андрія Балоги           | 10,87 %   | 36 583            | 7 / 64       |
| 6     | Європейська Солідарність        | 9,03 %    | 30 407            | 6 / 64       |
| 7     | За Майбутнє                     | 8,98 %    | 30 214            | 6 / 64       |
| 8     | Опозиційна платформа — За життя | 8,02 %    | 26 980            | 6 / 64       |